# 交友论

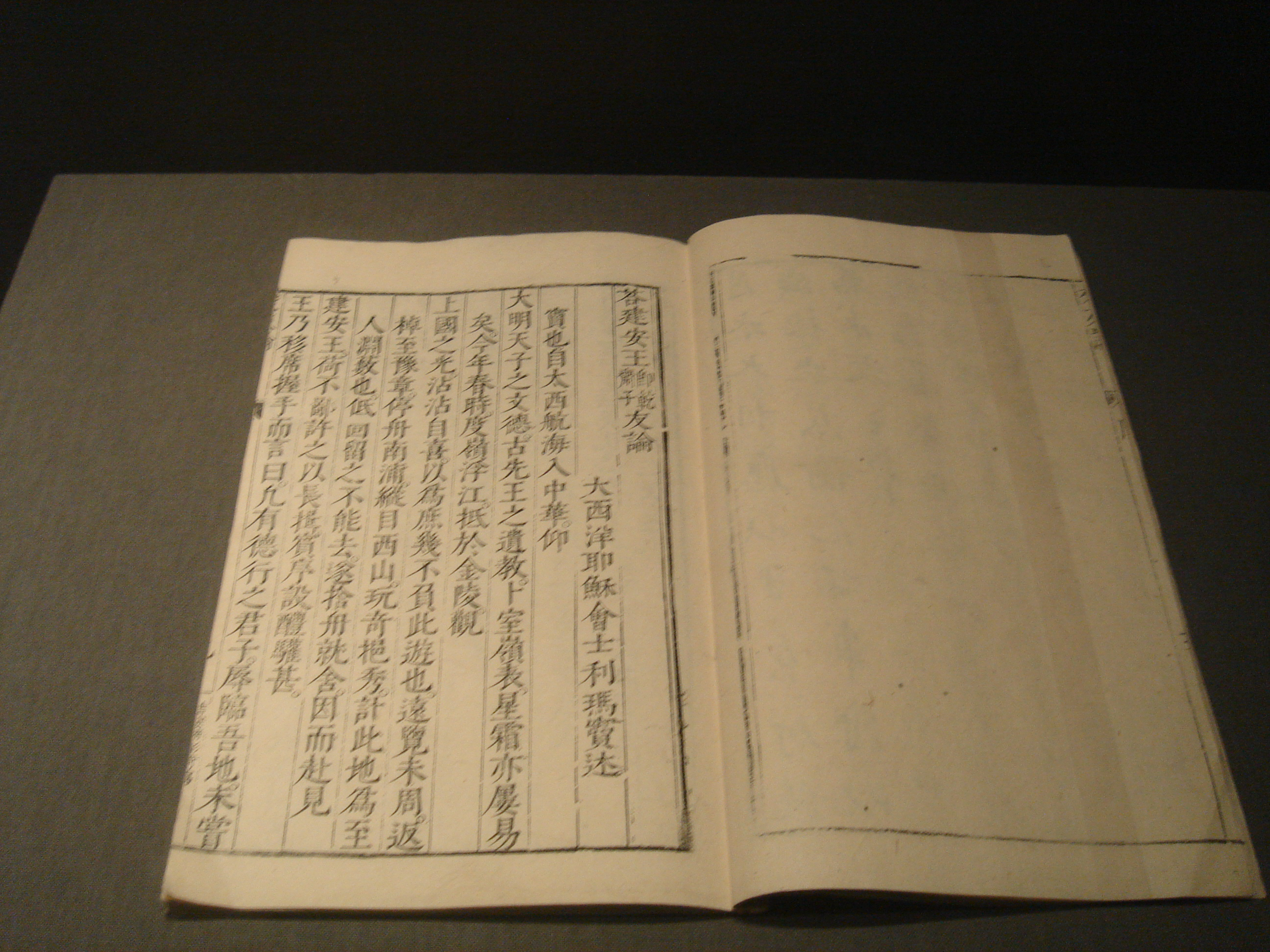
北京1601年印刷版，藏于罗马中央国立图书馆，摄于北京首都博物馆

《交友论》，是利玛窦在1595年所著的一本书，主要讲如何交友，深得明朝当时士大夫的赞赏。

## 作品的诞生
1595年，利玛窦尝试跟随官员石星到达北京失败，從此改变其传教方式。利氏在到达中国十二年后，已经明白书籍在中国的作用远远胜于言语，因此到达南京后，决定转向文人，脱掉袈裟，再次蓄起胡须与头发，并穿上文人的服装，好成为他们中的一员。利氏由南京被驱逐后，到达南昌，在那里建立了第三个住所，并写成了他的第一部中文作品 ，即《交友论》。
关于此点，利氏在1596年10月13日写给耶稣会总会长艾哥华（Claudio Acquaviva）神父的第32封信中写道：去年为了练习中文，我由所带的书中选了一些不同名人的交友格言，令当地文人感到惊讶，为了使其更有权威，我给它作序，作为礼物送给郡王的亲人。许多文人向我请求抄阅这些格言，我一直备有副本给他们展示。
由此可知，这部写成于1595年的作品，是送给郡王的儿子建安王，即斋子。有关此书的编写，利氏在1599年8月14日写给高德（Girolamo Costa）神父的信中表明，由收集西方哲学家格言构成的该作品，为了适应中国文人的情感在某些方面进行了修改。我们不知利氏如何由古代和现代西方文化遗产获得这些格言，是依他惊人的记忆力，还是运用了已有的书籍。至今这是一个尚未解决的难题，但第二种假设不能不被考虑。在所引用的作者中，有亚里士多德、普魯塔克、塞内卡、西塞罗、希波的奥古斯丁、米兰的安波羅修。

## 在中国友谊的地位
在主题选择与作品架构的形成方式上，表现出了利氏的卓越才华。其实，在孔子的著作中，友谊被视为天下五伦之一。1601年，冯应敬在作品的出版序言中，做了详细的列举：君臣不得不义，父子不得不亲，夫妇不得不别，长幼不得不序，是乌可无交夫。
友谊作为社会运转与国家所依靠的枢纽，在中国文化中占有独特地位。通过对格言主题的收集，利氏想向中国人中证实西方文化。因为利氏明白，想使基督宗教被接受，应当表明它不与天朝的社会秩序对立。

## 作品的架构
然而，对于各种格言的收集及作品架构的形成并非由利氏按逻辑顺序排列，而是单独独立的，以便读者对单个条目进行思考。这极有可能受孔子格言的教导模式启发。最初，作品包含76条格言，后来增加到100条，在利氏去世前后年多次出版。1601年，在北京出版的带有冯应敬序言的修订版中含有100条格言，今日在罗马国家图书馆存有一样本。在利氏寄给高德神父第的36封信中，提到的被认为丢失多年含有76条格言，与3处揭示真实性手写注解的手稿，在大不列颠的一图书馆竟有收藏。另外在宗座额我略大学档案馆也找到原本的手抄本。

## 作品的价值
关于作品的成就，及作者要达到的预定目标时，可直接从1601年冯应敬写的出版序言中摘取：「西泰子，间关八万里，东游於中国，为交友也，其悟交道也深，故其相求也，切相舆也，笃而论交，道独详，嗟夫，友之所系大矣哉。」

### 引用
1. ↑  M.RICCI, Lettere, 32 (ed. F. MIGNINI, p.337), Macerata 2001
2. ↑  Idem, p.363-364
3. ↑  M.RICCI, Dell'amicizia, (ed. F.MIGNINI, pp. 18-19), Macerata 2005.
4. ↑  M.RICCI, Dell'amicizia, (ed.F.Mignini, p.53), Macerata 2005.
5. ↑  M.RICCI, Dell'amicizia, (ed.F.Mignini, p.24), Macerata 2005.
6. ↑  Ibidem, p.21.
7. ↑  M.RICCI, Dell'amicizia, (ed.F.Mignini, pp.58-59), Macerata 2005.